# Sebastian Benda
Jean Sebastian Benda (* 8. April 1926 in Thonon-les-Bains; † 20. Februar 2003 in Lugano) war ein Schweizer Pianist, Komponist und Musikpädagoge.

## Leben und Wirken
Sebastian Benda ist in der französischsprachigen Schweiz als Sohn des Geigers Jean Benda und der Pianistin Dora Benda-Hamann aufgewachsen und stammt von einer seit dem 19. Jahrhundert aktiven Musikerfamilie ab. Wie seine Grossmutter Johanna Benda (* 1838), die u. a. mit Clara Schumann vierhändig Klavier spielte, erregte auch Jean Sebastian als Wunderkind am Klavier früh die Aufmerksamkeit von bedeutenden Musikern seiner Zeit. Dazu gehörten Arthur Honegger, Frank Martin, Edwin Fischer und Hermann Scherchen.
Benda wurde Schüler Edwin Fischers, der ihn als Solist seiner von ihm dirigierten Klavierkonzerte von Bach und Mozart einlud. In London erhielt er zusammen mit Jörg Demus und Daniel Barenboim die «Bach Medal» der «Harriet Cohen Foundation».
Als Interpret widmete er sich in verschiedenen Einspielungen ebenso dem Werk seiner frühklassischen Namensvettern Franz Benda und Georg Benda wie der Kammermusik von Luigi Boccherini, Robert Schumann, Johannes Brahms oder Bohuslav Martinů.
Schon in den fünfziger Jahren trat er auf diversen Festivals für neue Musik auch mit Uraufführungen von Musik des 20. Jahrhunderts in Erscheinung, u. a. mit Klavierwerken von Hermann Heiß. So wurde er dann auch von Frank Martin eingeladen, dessen Ballade für Klavier und Orchester – unter der Leitung des Komponisten – erstmals auf Schallplatte aufzunehmen. Durch seinen dreissigjährigen Aufenthalt in Brasilien war er ausserdem gut mit der dortigen Klaviermusik vertraut und setzte sich immer wieder für diese ein.
Als Musikpädagoge unterrichtete Sebastian Benda u. a. in São Paulo und an der Kunstuniversität Graz, wo er zunächst eine Klavierprofessur übernahm und 1988 in die Position des Rektors gewählt wurde. Daneben gab er zahlreiche Meisterkurse unter anderem an der Royal Academy of Music in London, am «Conservatoire National Superieur de Musique» in Paris, am «Conservatoire Royal» in Brüssel, in Kopenhagen, Jerusalem, Tokio und Honolulu.
Er war gefragtes Mitglied internationaler Klavierwettbewerbe wie dem «Wiener Beethovenwettbewerb», dem ARD-Wettbewerb in München, dem «Genfer Klavierwettbewerb» oder dem «Georges Enescu Wettbewerb» in Bukarest.
Als Klavierprofessor und Rektor der «Grazer Hochschule für Musik und darstellende Kunst» gründete er auch die österreichische Sektion der «European Piano Teachers Association» und den internationalen Wettbewerb «Schubert und die Musik der Moderne». Mehrere seiner Schüler errangen bedeutende internationale Auszeichnungen, stehen auf den Konzertpodien und unterrichten heute selbst an Hochschulen und Konservatorien.
Auch die Kinder aus seiner Ehe mit der Pianistin Luzia Dias Benda – wie die Musikpädagogin Angela Benda, der Cellist und Dirigent Christian Benda, der Klarinettist François Benda, die Geigerin Nancy Benda oder die Pianistin Denise Benda – führen als international renommierte Interpreten und Pädagogen die Familientradition ihres Vaters fort.